# کوه جاقل
کوه جاقل از جمله قله‌های رشته‌کوه زاگرس در بخش شمالی آن است که در ۲ کیلومتری شمال غربی شهر سقز واقع شده است. ارتفاع آن ۲۷۳۰ متر از سطح دریا است و یکی از قلل معروف استان کردستان می‌باشد. ازجمله روستاهای اطراف این کوه ملقرنی، چکشه و برده سور می‌باشند.

## ویژگی‌ها
همان گونه که معلوم است بیشتر اجزای این کوه از سنگ و خاک تشکیل شده است. «قَل» در زبان کوردی به معنایی «کلاغ» است، در این کوه کلاغ‌های زیادی وجود دارد. به همین سبب از قدیم این کوه را جاقل به معنی مأوا و استراحت گاه کلاغها می‌دانسته‌اند.
کوه جاقل مشتمل بر کوه بلندتری در بالادست و در امتداد آن می‌باشد که در زبان کردی آن را (برده سوور) - به معنی سنگ سرخ یا کوه سرخ می‌باشد. کوه جاقل در ایام تعطیلات و به ویژه روزهای جمعه مقصد کوهنوردان و خانواده‌های زیادی می‌باشد که آن را جهت ورزش کوهپیمایی و تفریح انتخاب می‌کنند.

## زیست‌بوم
در این کوه گیاهانی همچون کنگر، آویشن و شنگ وجود دارد. در فصل بهار انواع گلهای وحشی می‌روید و با اینکه عمر کوتاهی دارند ولی زیبائی خاصی به این کوه می‌دهند. درختچه آلبالوی کوهی و نیز درخت زالزالک از دیگر گونه‌های آن می‌باشد. گرگ، روباه، خرگوش، مار، کبک، کبوتر، کلاغ، شاهین از گونه‌های جانوری موجود در این کوه می‌باشد.

## مسیر صعود به قله
مسیرهای معمول این کوه مسیر ملقرنی و مسیر شهرک جاقل سقز است. طولانی‌ترین مسیر آن مسیر ملقرنی است. برای صعود به این کوه می‌بایست آمادگی فیزیکی مناسبی داشت چرا که در مواردی کوهنوردان دچار مشکلات جسمانی شده‌اند.